# Формула Іто
Лема Іто використовується в стохастичному аналізі для знаходження диференціалу від функції, аргументом якої є випадковий процес. Назву отримала на честь японського математика Кійосі Іто. Лема є аналогом правила диференціювання складеної функції в звичайному математичному аналізі. Її найкраще можна запам'ятати, використовуючи розклад функції в ряд Тейлора до другого степеня по випадковому компоненту функції. Результат широко використовується у фінансовій математиці, зокрема у формулі Блека — Шоулза для оцінки вартості кол-опціонів. Формулу іноді називають теоремою Іто — Добліна на честь Вольвганга Добліна, який також її вивів, але його записки були знайдені і оприлюднені тільки в 2000 році.

## Лема Іто

### Для дифузійних процесів
Найпростіше формулювання леми Іто: для дифузійного процесу
{\displaystyle dX_{t}=\sigma _{t}\,dB_{t}+\mu _{t}\,dt}
де {\displaystyle dB_{t}\,} — диференціал Вінерівського процесу. Виразом {\displaystyle (dB_{t})^{2}\,} не можна знехтувати у розкладі Тейлора, він еквівалентний {\displaystyle dt\,}, тоді як {\displaystyle (dB_{t})^{3}\approx dB_{t}dt\approx (dt)^{\frac {3}{2}}} так само як і {\displaystyle (dt)^{2}\,} зануляється і ними можна знехтувати. Тому для двічі неперервно-диференційовної функції ƒ(t, x) (тобто для цієї функції визначені перша і друга частинні похідні) від двох дійсних параметрів t і x, використовуючи розклад Тейлора
{\displaystyle {\begin{aligned}df(t,x)={\frac {\partial f}{\partial t}}dt+{\frac {\partial f}{\partial x}}dx+{\frac {1}{2}}\left({\frac {\partial ^{2}f}{\partial t^{2}}}(dt)^{2}+2{\frac {\partial ^{2}f}{\partial t\partial x}}dtdx+{\frac {\partial ^{2}f}{\partial x^{2}}}(dx)^{2}\right)+\cdots \end{aligned}}}
використовуючи позначення
{\displaystyle f'(t,x)={\frac {\partial f}{\partial x}}(t,x),\quad f''(t,x)={\frac {\partial ^{2}f}{\partial x^{2}}}(t,x),\quad {\dot {f}}(t,x)={\frac {\partial f}{\partial t}}(t,x)}
і замінюючи {\displaystyle dx\,} на {\displaystyle \sigma _{t}\,dB_{t}+\mu _{t}\,dt}, отримуємо
{\displaystyle {\begin{aligned}df(t,X_{t})&={\dot {f}}(t,X_{t})\,dt+f'(t,X_{t})(\mu _{t}\,dt+\sigma _{t}\,dB_{t})+{\frac {1}{2}}f''(t,X_{t})\sigma _{t}^{2}\,dt=\\&=\left({\dot {f}}(t,X_{t})+\mu _{t}f'(t,X_{t})+{\frac {\sigma _{t}^{2}}{2}}f''(t,X_{t})\right)dt+f'(t,X_{t})\sigma _{t}\,dB_{t}\end{aligned}}}
Багатовимірний варіант, 
{\displaystyle df\left(t,X_{t}\right)={\dot {f}}_{t}\left(t,X_{t}\right)dt+\nabla _{X_{t}}^{T}f\cdot dX_{t}+{\frac {1}{2}}dX_{t}^{T}\cdot \nabla _{X_{t}}^{2}f\cdot dX_{t}}
де {\displaystyle X_{t}=\left(X_{t,1},X_{t,2},\cdots ,X_{t,n}\right)^{T}} — вектор дифузійних процесів, {\displaystyle {\dot {f}}_{t}\left(t,X\right)} — частинна похідна по t,
{\displaystyle \nabla _{X}^{T}f} — градієнт функції ƒ по X, і {\displaystyle \nabla _{X}^{2}f} — матриця Гессе функції ƒ по X.

### Неперервні напівмартингали
Більш загально формула Іто виконується для будь-якого неперервного d-вимірного напівмартингалу X = (X1,X2,…,Xd), і двічі неперервно-диференційовної і дійснозначної функції f в Rd. 
Іноді формулу презентують з перехресною варіацією наступним чином, f(X) напівмартингал, що задовольняє формулу Іто
{\displaystyle df(X_{t})=\sum _{i=1}^{d}f_{i}(X_{t})\,dX_{t}^{i}+{\frac {1}{2}}\sum _{i,j=1}^{d}f_{ij}(X_{t})\,d[X^{i},X^{j}]_{t}.}
В цьому виразі fi — частинна похідна функції f(x) по xi, і [Xi,Xj ] — квадратична варіація процесів Xi і Xj.

### Розривні напівмартингали
Лема Іто може бути застосована до загальних d-вимірних напівмартингалів, які можуть бути розривними. Взагалі напівмартингали — це càdlàg-процес (неперервний справа процес, що має лівосторонні границі), і тому додатковий одночлен необхідний для того щоб стрибки процесу були враховані лемою Іто.
Для довільного càdlàg-процесу Yt, лівостороння границя в точці t позначається Yt- і цей процес є неперервним зліва процесом. Стрибки записують як ΔYt = Yt - Yt-. Тоді лема Іто стверджує: якщо X = (X1,X2,…,Xd) — d-вимірний напівмартингал і f двічі неперервно диференційовна дійсно-значна функція на Rd тоді f(X) —  напівмартингал, і
{\displaystyle {\begin{aligned}f(X_{t})=&f(X_{0})+\sum _{i=1}^{d}\int _{0}^{t}f_{i}(X_{s-})\,dX_{s}^{i}+{\frac {1}{2}}\sum _{i,j=1}^{d}\int _{0}^{t}f_{i,j}(X_{s-})\,d[X^{i},X^{j}]_{s}\\&{}+\sum _{s\leq t}\left(\Delta f(X_{s})-\sum _{i=1}^{d}f_{i}(X_{s-})\,\Delta X_{s}^{i}-{\frac {1}{2}}\sum _{i,j=1}^{d}f_{i,j}(X_{s-})\,\Delta X_{s}^{i}\,\Delta X_{s}^{j}\right).\end{aligned}}}
Ця формула відрізняється від випадку неперервних напівмартингалів додатковою сумою по стрибках X, що забезпечує рівність стрибка правої частини тотожності ( в час t) стрибку лівої частини Δf(Xt).

## Неформальне виведення
Формальне доведення леми вимагає знаходження границі послідовності випадкових величин. Тут ми тільки дамо схему доведення леми Іто з використанням розкладу функції в ряд Тейлора і застосуванням правил стохастичного числення.
Нехай маємо процес Іто, записаний у формі
{\displaystyle dx=a\,dt+b\,dB.\!}
Розкладаючи f(x, t) в ряд Тейлора в точці x і t маємо
{\displaystyle df={\frac {\partial f}{\partial x}}\,dx+{\frac {\partial f}{\partial t}}\,dt+{\frac {1}{2}}{\frac {\partial ^{2}f}{\partial x^{2}}}\,dx^{2}+\cdots }
і підстановка dt + b dB замість dx дає
{\displaystyle df={\frac {\partial f}{\partial x}}(a\,dt+b\,dB)+{\frac {\partial f}{\partial t}}\,dt+{\frac {1}{2}}{\frac {\partial ^{2}f}{\partial x^{2}}}(a^{2}\,dt^{2}+2ab\,dt\,dB+b^{2}\,dB^{2})+\cdots .}
Границя при dt прямуючи до 0, dt2 та dt dB прямують до нуля, але вираз dB2  прямує до dt. Останній факт можна довести якщо ми покажемо, що
{\displaystyle dB^{2}\rightarrow E(dB^{2}),} since {\displaystyle E(dB^{2})=dt.\,}
Викидаючи доданки з dt2 та dt dB, підставляючи dt замість dB2, і зводячи доданки з  dt та dB, отримуємо
{\displaystyle df=\left(a{\frac {\partial f}{\partial x}}+{\frac {\partial f}{\partial t}}+{\frac {1}{2}}b^{2}{\frac {\partial ^{2}f}{\partial x^{2}}}\right)dt+b{\frac {\partial f}{\partial x}}\,dB}
що й потрібно було показати.
Формальне доведення леми набагато складніше.